# Comté de Sanilac
Le comté de Sanilac (en anglais : Sanilac County) est situé à l'est de la péninsule inférieure de l'État du Michigan, dans la partie orientale du Pouce. Il est situé sur la rive du lac Huron. Son siège est à Sandusky. En 2000, sa population était de 44 547 habitants.  

## Géographie
Le comté a une superficie de 4 119 km2, dont 2 496 km2 est de terre.

### Comtés adjacents
- États-Unis :
  - Comté de Huron (nord)
  - Comté de Tuscola (ouest)
  - Comté de Saint Clair (sud)
  - Comté de Lapeer (sud-ouest)
- Canada (Ontario) :
  - Comté de Huron (est)